# Tomada auxiliar de energia

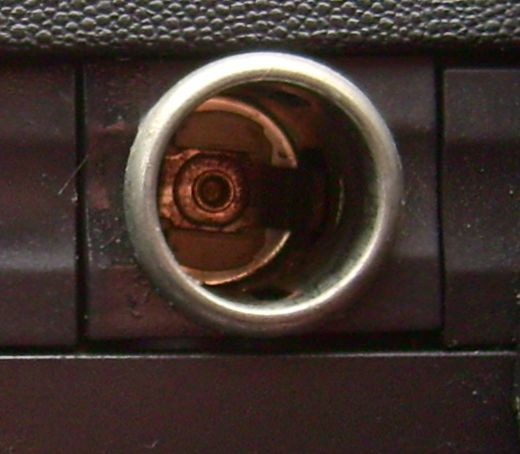
Tomada de energia auxiliar para passageiros dianteiros

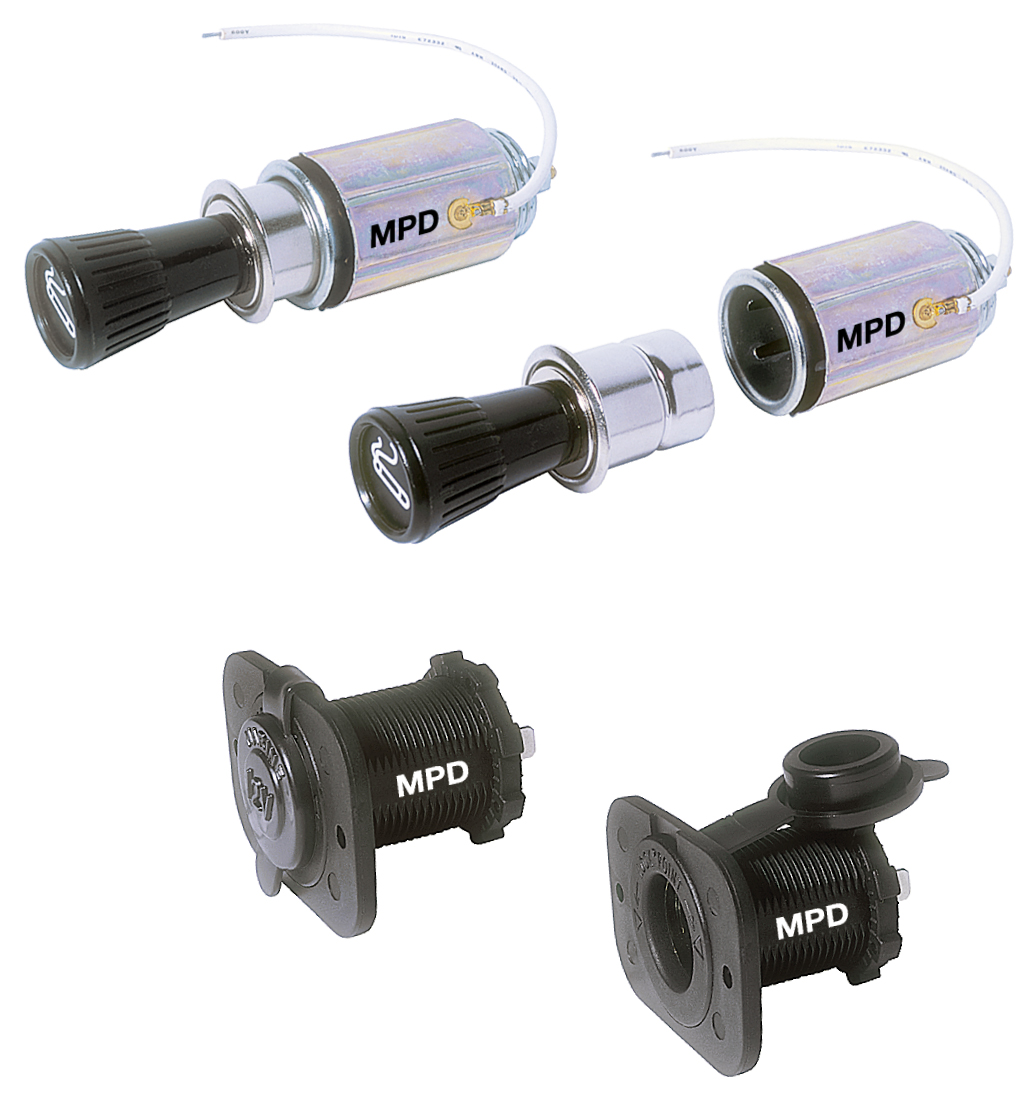
Recipientes de isqueiro de metal e plástico

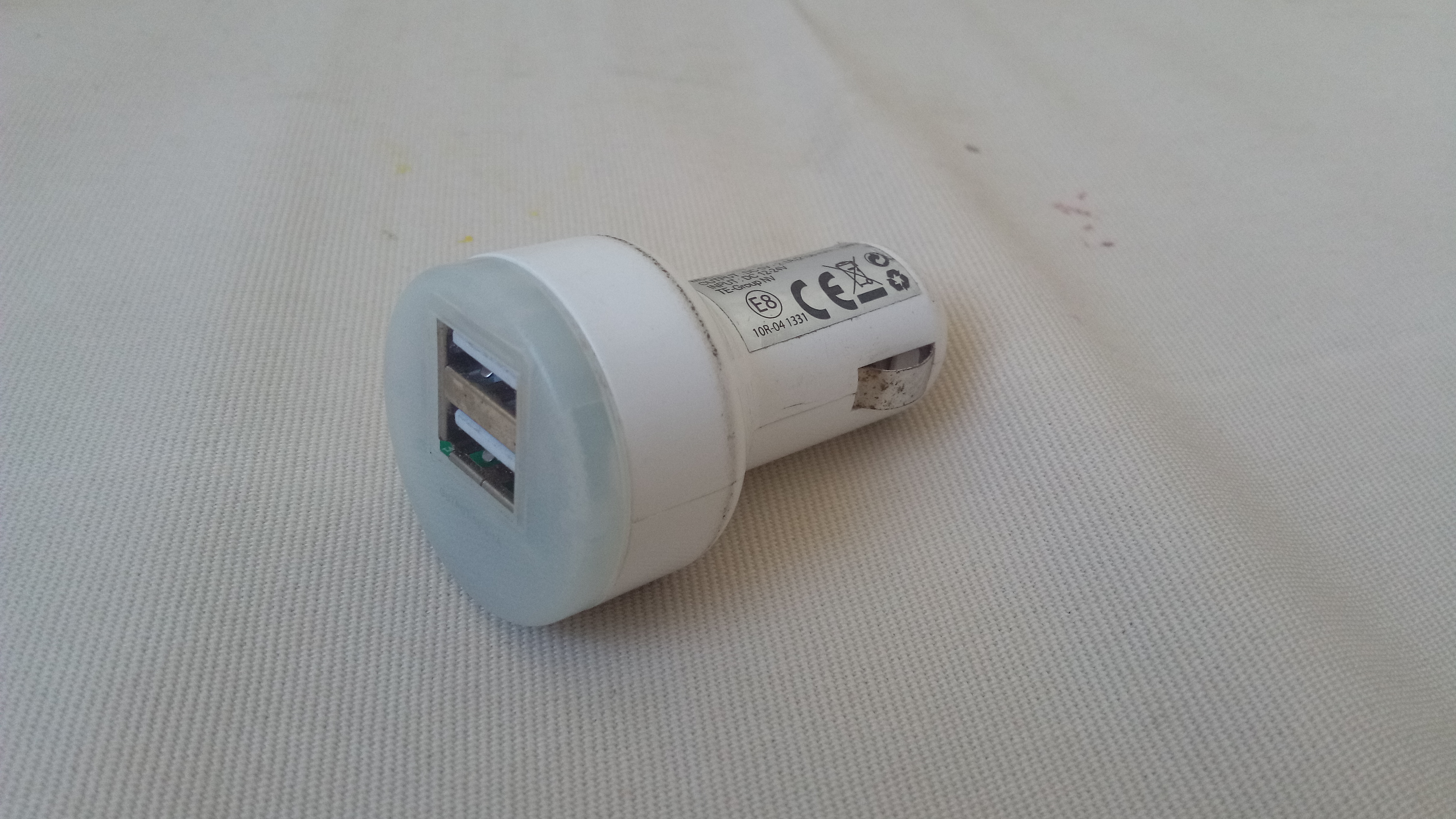
Carregador de celular para uso em automóveis

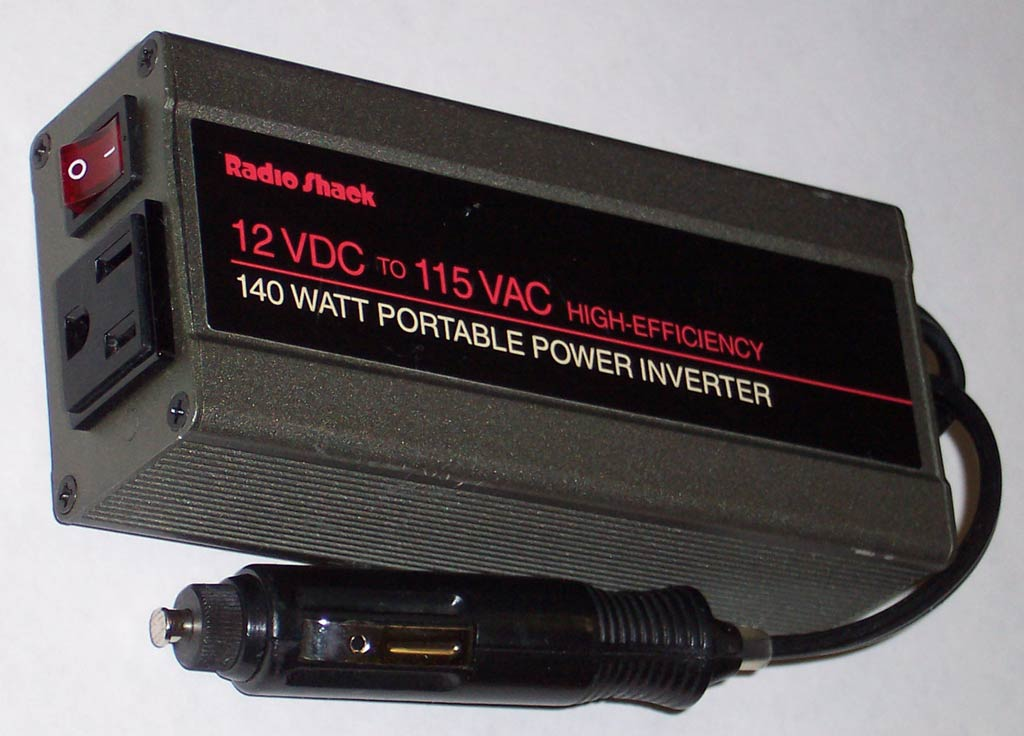
Inversor de energia para produzir energia de onda quadrada de 60 Hertz a partir de uma tomada de automóvel como forma de alimentar eletrodomésticos.

Uma tomada auxiliar de energia para automóvel (também conhecida como acendedor de cigarros de carro ou tomada auxiliar de energia) em um automóvel foi inicialmente projetada para alimentar um acendedor de cigarros aquecido eletricamente, mas se tornou um conector DC padrão de facto para fornecer energia elétrica para acessórios portáteis usados dentro ou perto de um automóvel diretamente do sistema elétrico do veículo. Isso inclui carregadores de celular, ventiladores de refrigeração, geladeiras portáteis, bombas de ar elétricas e inversores de energia.
Na maioria dos veículos, pelo menos uma tomada de carro está presente. Alguns veículos podem ter mais tomadas de energia: geralmente uma para os passageiros da frente, uma para os passageiros de trás e uma para o porta-malas.
A voltagem da tomada elétrica geralmente fica em torno de 12 V DC e pode aumentar entre 13,5 V e 15 V enquanto o motor estiver funcionando.
O circuito de energia de 12 V é protegido por um fusível de carro, geralmente classificado em 10 a 20 amperes, que fornece 120 a 240 watts de energia. Grandes aparelhos, como secadores de cabelo ou torradeiras, consomem muita energia para serem alimentados por uma tomada auxiliar. Se conectado diretamente em vez de pela ignição, uma bateria de carro vazia pode ser carregada pela tomada de uma fonte de energia externa, o que é mais conveniente, embora mais lento do que as correntes suportadas por grampos elétricos na bateria do carro.

## História
O isqueiro elétrico foi inventado e patenteado no início da década de 1880 pelo inventor suíço-austríaco Friedrich Wilhelm Schindler. a década de 1890, essas ferramentas eram vendidas como isqueiros elétricos (Cigarrenanzünder, mais tarde Zigarrenanzünder) nos principais catálogos de armazéns alemães.[carece de fontes?] Antes da Grande Depressão, os cigarros ultrapassaram os charutos em vendas e se tornaram mais popularmente conhecidos como "isqueiros de cigarro", embora tenham permanecido com o diâmetro de um charuto padrão de 21 milímetros (0,83 pol.), ou um calibre de anel 52.
Em 1921, a patente Morris US 1.376.154 foi emitida para um isqueiro chamado "sem fio" ou "sem fio" com um elemento removível. O acendedor era aquecido no soquete e então removido manualmente para uso após um intervalo de tempo apropriado.
Nos Estados Unidos, os isqueiros começaram a aparecer em 1925-1926 em alguns modelos. Eles eram um recurso padrão na década de 1950.
Em 1928, a Connecticut Automotive Specialty Company (Casco) em Bridgeport patenteou sua versão de um isqueiro automotivo, que usava um cabo e um carretel. Nos isqueiros do tipo carretel, a unidade de ignição era conectada a uma fonte de corrente por um cabo que era enrolado em um tambor de mola para que a unidade de ignição e o cabo pudessem ser retirados do soquete e usados para acender um charuto ou cigarro. Conforme o plugue removível era devolvido ao soquete, os fios eram enrolados de volta nele. O circuito era fechado pressionando um botão ou removendo o acendedor de seu soquete.
O moderno isqueiro automotivo removível "automático" V-Coil foi desenvolvido pela Casco em 1956, pelo qual recebeu a patente dos EUA 2.959.664, emitida em 1960.

## Design técnico
Os soquetes e plugues de acoplamento são definidos na especificação ANSI/SAE J563. Para os sistemas de 12 volts, o contato central é o terminal positivo e o invólucro é o terminal negativo. A maioria dos automóveis conecta o terminal negativo à estrutura do veículo (terra negativo).
Conectores automotivos de 12 volts são feitos para atender a um padrão do Underwriters Laboratories para segurança. O UL2089 foi desenvolvido para cobrir os requisitos para adaptadores portáteis classificados como 24 V DC ou menos que são destinados a serem fornecidos pelo sistema elétrico alimentado por bateria de um veículo. Os produtos abrangidos pelo padrão incluem conjuntos de cabos de um plugue que se encaixam no receptáculo de cigarro padrão encontrado em automóveis.
Tomada e plugue para acendedor de cigarros de 6 volts
- Diâmetro interno do receptáculo: 21,34–21,46 mm (mediana 21,4 mm)
- Diâmetro do corpo do plugue: 21,08–21,23 mm (mediana 21,155 mm)

Tomada e plugue para acendedor de cigarros de 12 volts, tamanho A
- Diâmetro interno do receptáculo: 20,93–21,01 mm (mediana 20,97 mm)
- Diâmetro do corpo do plugue: 20,73–20,88 mm (mediana 20,805 mm)
- Mais frequentemente usado em automóveis americanos

Tomada e plugue para acendedor de cigarros de 12 volts, tamanho B
- Diâmetro interno do receptáculo: 21,41–21,51 mm (mediana 21,455 mm)
- Diâmetro do corpo do plugue: 21,13–21,33 mm (mediana 21,18 mm)
- Mais frequentemente usado em automóveis europeus e, às vezes, como um segundo soquete em automóveis americanos, expressamente para conexões de energia DC.

Os plugues geralmente incluem um indicador LED de luz piloto para indicar que a energia elétrica está conectada. Opcionalmente, o plugue pode ser equipado com um fusível interno para segurança elétrica, geralmente classificado em 10 amperes ou menos.[carece de fontes?] Em alguns designs, a ponta do plugue pode ser desparafusada para revelar um fusível de vidro cilíndrico; outras variantes podem usar um fusível do tipo lâmina inserido na lateral ou na parte traseira do plugue.

## Usos

### Isqueiro

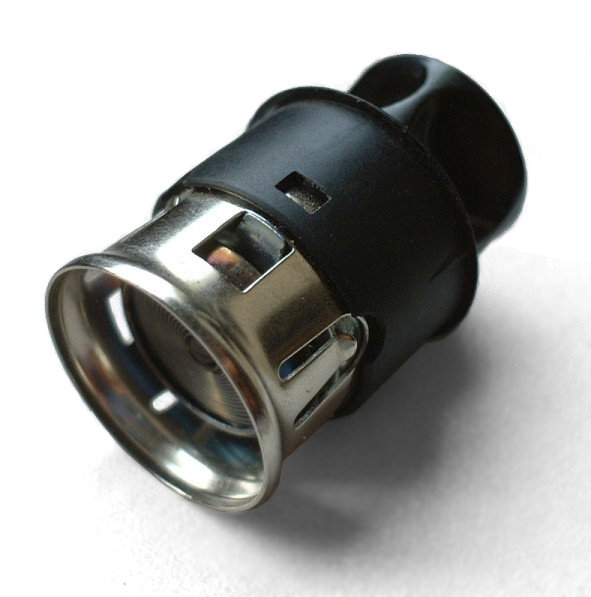
Isqueiro de carro, com elemento de aquecimento cor de latão visível na frente

O isqueiro é um cilindro de metal ou plástico contendo uma fina bobina plana de tira de metal nicromo, através da qual passa alta corrente (≈10 amperes) quando o dispositivo é ativado, geralmente empurrando-o para dentro do soquete como se fosse um botão de pressão. Quando empurrado, o isqueiro é mantido contra a força de uma mola por um clipe preso a uma tira bimetálica. O elemento de aquecimento brilha em laranja quente em segundos, fazendo com que a tira bimetálica dobre e solte o mecanismo. A alça salta para fora, eliminando a necessidade do usuário cronometrar a operação de aquecimento. Se o isqueiro for removido imediatamente do soquete, ele pode acender um cigarro, charuto ou isca.
Uma característica comum dos carros italianos nas décadas de 1960 a 1970, como Alfa Romeos e Ferraris, é o isqueiro Brico Pram, que difere dos designs convencionais porque o isqueiro não sai para ser removido para acender um cigarro, embora se assemelhe visualmente ao design tradicional. Em vez disso, o centro do isqueiro apresenta uma abertura cônica para o usuário inserir um cigarro até que ele toque o elemento de aquecimento, a borda da alça é então pressionada para baixo para ativar o isqueiro, o elemento de aquecimento então acende o cigarro e desengata o circuito com um ping audível quando a temperatura desejada é atingida, conforme um isqueiro convencional. A vantagem de tal design é a segurança, pois o elemento de aquecimento incandescente não pode cair acidentalmente no colo de um ocupante. Ainda assim, ele tira a capacidade do isqueiro ser removido para que o receptáculo seja usado como uma tomada elétrica e também não permite que charutos sejam acesos, pois a abertura não é grande o suficiente.

### Tomada

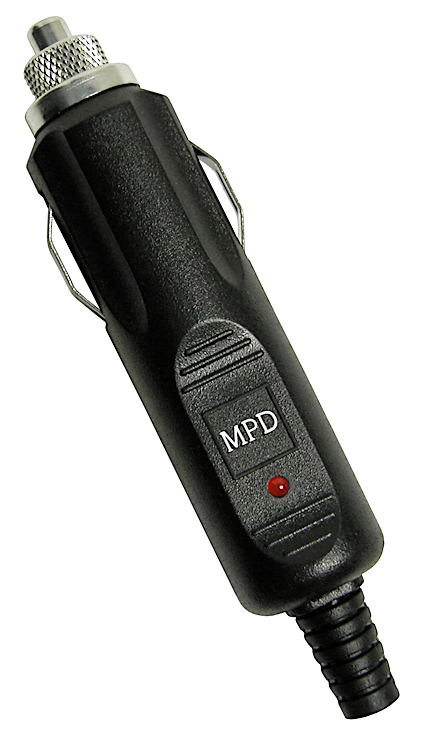
Um plugue de isqueiro de 12 volts, com uma ponta que pode ser desparafusada para substituir um fusível interno

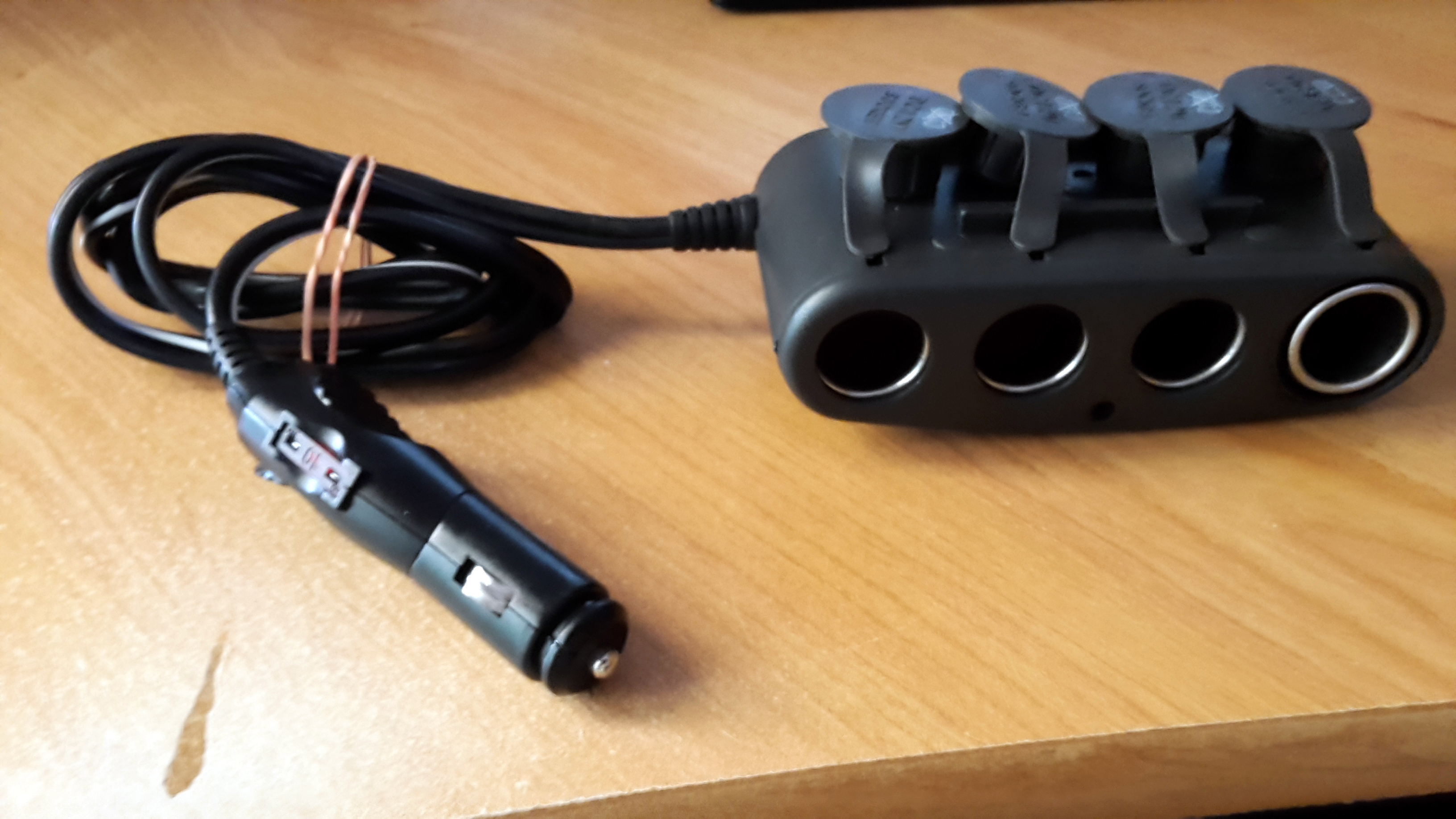
Um filtro de linha projetado para uso com tomadas auxiliares

Em carros mais novos, o soquete é equipado com uma tampa de plástico sem o elemento de aquecimento do isqueiro. No entanto, o soquete foi reaproveitado e continua a ser usado para alimentar eletrônicos de consumo em veículos. Frequentemente, um veículo pode vir com várias tomadas para conveniência, algumas na área de passageiros traseira do veículo ou mesmo na área de carga, para alimentar dispositivos portáteis. Essas tomadas geralmente têm uma tampa de plástico presa a elas e geralmente são rotuladas como sendo apenas para alimentação DC, porque não são destinadas a suportar o calor produzido por um isqueiro elétrico.
O uso de receptáculos de isqueiro para fornecer energia de 12 volts DC é um exemplo de compatibilidade com versões anteriores de um padrão de facto. Como um conector de energia, o receptáculo de isqueiro é maior, mais difícil de usar e menos confiável do que outros conectores DC.[carece de fontes?] Os receptáculos de isqueiro são amplamente utilizados em muitos veículos rodoviários e alguns barcos. Os receptáculos de isqueiro portáteis conectados a cabos e clipes jacaré para conexão direta a baterias de carro estão disponíveis para uso temporário. Em veículos mais novos, um ou mais conectores USB também podem ser fornecidos. Além disso, em carros mais novos, a saída de energia do plugue do isqueiro é tão confiável que pode carregar laptops, sem problemas de voltagem.
Plugues automotivos padronizados de 12 volts DC são definidos nos Estados Unidos pela Norma UL 2089 referente a adaptadores de bateria de veículo. Este padrão abrange plugues e conjuntos de cabos que se inserem em receptáculos de acendedor de cigarros. Na Europa, plugues e soquetes de 12 volts não são especialmente regulamentados e não exigem aprovações para a marca CE.[carece de fontes?]
O plugue macho às vezes é usado para alimentar um veículo para recarregar sua bateria porque ele geralmente não tem circuitos reguladores entre a tomada e a bateria do carro. Por exemplo, mantenedores de bateria solar portáteis geralmente se conectam à bateria de um veículo dessa maneira. Carregadores de lentos também às vezes se conectam dessa maneira, eliminando a necessidade de deixar o capô do veículo aberto, bem como eliminando a possibilidade de polaridade invertida. A maioria dos carros hoje em dia é projetada com um sistema de aterramento negativo da bateria e, portanto, tem uma distribuição de energia positiva de +12 V. Nesse caso, o pino central de um plugue/soquete será +12 V CC e o revestimento externo 0 V. Embora a polaridade não seja um problema para um acendedor de cigarros, é prudente verificar a correspondência correta das polaridades ao conectar outros tipos de acessórios.
Em alguns modelos, a tomada do acendedor de cigarros não é energizada quando a chave de ignição é removida e o carregamento não é possível, embora a modificação da caixa de fusíveis possa permitir o desbloqueio da saída de energia contínua, estabelecendo um circuito paralelo a partir de um slot de fusível continuamente energizado por meio de um conector "piggyback".
Como o soquete do acendedor de cigarros foi originalmente projetado apenas para aquecer um acendedor de cigarros, reaproveitar esses soquetes como conectores de energia genéricos pode levar a muitos problemas. Além dos problemas com dimensões físicas parcialmente compatíveis, os plugues podem vibrar para fora do soquete em condições normais de direção, devido à má retenção. Além disso, houve relatos de pontas de plugue derretidas devido ao mau contato e geração de calor pela resistência ôhmica.
Um segundo problema é que a potência nominal de "doze volts" nos carros flutua amplamente. A tomada é conectada diretamente ao sistema elétrico do carro. A voltagem real, correspondendo à voltagem da bateria do carro, será de aproximadamente 12,5 volts quando inativa (menos em condições frias), aproximadamente 14,5 volts quando o motor e o alternador/gerador estiverem operando (mais quando frio) e pode cair brevemente para 5–6 volts durante a partida do motor devido ao alto uso temporário de corrente da bateria. Quando usados, os conversores DC para DC geralmente compensam pequenas flutuações, mas a energia confiável pode não estar disponível sem uma fonte de alimentação ininterrupta alimentada por bateria independente.
Raramente, casos mais extremos de flutuação de voltagem podem ocorrer quando a bateria do carro é desconectada enquanto o motor está funcionando, ou quando o carro recebe uma partida rápida. Quando a bateria é desconectada enquanto o motor está funcionando, seu efeito de suavização de voltagem (semelhante aos capacitores) não está disponível e um transiente de descarga de carga pode produzir voltagens muito altas, pois o regulador de voltagem integrado tem controlado a corrente de campo do alternador para carregar a bateria do veículo e, embora tente reduzir a corrente de campo para manter a voltagem de saída constante, o enrolamento de campo é altamente indutivo e definir a corrente para seu novo valor leva várias centenas de milissegundos, durante os quais a voltagem de saída do alternador excederá seu valor pretendido. O transiente de descarga de carga também pode arruinar os diodos no alternador ao exceder sua tensão de ruptura. Um carro que recebe uma partida rápida de um caminhão pode estar sujeito a um sistema elétrico de 24 V usado em alguns veículos. Além disso, uma "partida rápida de bateria dupla" é realizada por alguns motoristas de caminhão de reboque em climas frios.
O equipamento destinado a ser alimentado pelo receptáculo precisa levar em conta o contato intermitente e tensões fora dos 12 V DC nominais, como tensão máxima de 9–16 V continuamente ou tensão máxima de 20 V com duração de 1 hora, 24 V com duração de 1 minuto e 40 V com duração de 400 ms. Um exemplo de tolerância de classificações de componentes de proteção é +50 a −60 V DC. Equipamentos robustos devem tolerar temperaturas variando entre −40 e +85 °C (−40 e 185 °F), além de possível alta umidade e condensação de água.